# راي برينر
راي برينر (بالإنجليزية: Ray Brenner)‏ هو لاعب كرة قدم أمريكية أمريكي، ولد في 18 مارس 1898 في East Greenville, Ohio ‏ في الولايات المتحدة، وتوفي في 14 يونيو 1975.

## وصلات خارجية
- راي برينر على موقع مرجع كرة القدم المحترفة.كوم (الإنجليزية)